# Beybienkoa sawpitensis
Beybienkoa sawpitensis är en kackerlacksart som beskrevs av Roth, L. M. 1991. Beybienkoa sawpitensis ingår i släktet Beybienkoa och familjen småkackerlackor. Inga underarter finns listade.